# Meconopsis chelidonifolia
Meconopsis chelidonifolia är en vallmoväxtart som beskrevs av Louis Édouard Bureau och Franch.. Meconopsis chelidonifolia ingår i släktet bergvallmor, och familjen vallmoväxter. Inga underarter finns listade i Catalogue of Life.